# Grollea
 Grollea, monotipski rod jetrenjarki smješten u vlastitu porodicu Grolleaceae, dio podreda Lophocoleineae. Jedini predstavnik je G. antheliopsis iz Argentine i Čilea.
Porodica je opisana 1984. a rod i vrsta 1964.